# Jarosław Gibas

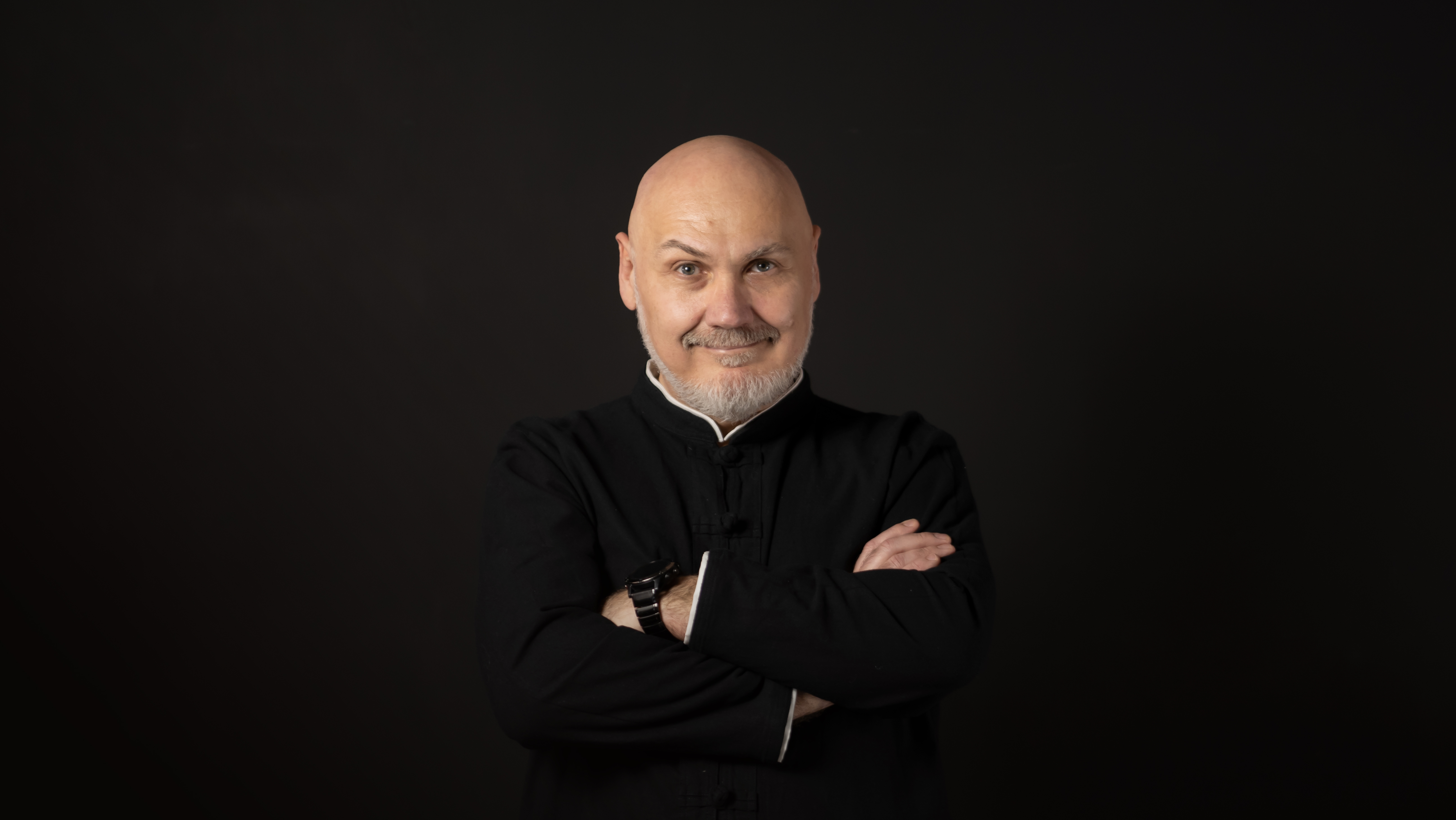
Jarosław Gibas

Jarosław Gibas (ur. 1967 w Bytomiu) – pisarz, socjolog, dziennikarz i youtuber.

## Życiorys
W 1995 debiutował powieścią Gniazda Aniołów wydaną przez gdańskie wydawnictwo Marabut. W dwa lata później, nakładem krakowskiego Wydawnictwa Literackiego, ukazała się kolejna powieść Salve Theatrum. Pisarz, wówczas kulinarny felietonista „Gazety Wyborczej” w Katowicach, oddawał się kulinarnym podróżom po śląskiej gastronomii, czego efektem była kolejna książka: zbiór recenzji Śląsk pełną gębą (Chorzów: Itatis, 2002). Swoje teksty publikował także na łamach czasopism: „FA-art”, „Opcje”, „List Oceaniczny”, „Kresy”, „Śląsk”, „NaGłos”.
W latach 1992–1996 był redaktorem działu teatru kwartalnika „Opcje”, a w latach 2005-2007 redaktorem naczelnym „Echo Miasta. Katowice”. Od 2006 do 2012 wykładał na Uniwersytecie Śląskim na kierunku komunikacja perswazyjna: reklama, public relations. W latach 2011–2014 był redaktorem naczelnym „Nowej Gazety Śląskiej”.
Jest również założycielem fundacji Hinc Sapientia.
Od czerwca 2016 roku na kanale "jaroslawgibas.com" w serwisie YouTube publikuje krótkie, przeważnie kilku-kilkunastominutowe, mini-wykłady

## Twórczość
- Gniazda Aniołów, Gdańsk: Wydawnictwo Marabut, 1995.
- Salve Theatrum, Kraków: Wydawnictwo Literackie, 1997.
- Śląsk Pełną Gębą, Chorzów: Wydawnictwo Itatis, 2002.
- Holzok na prezydenta (powieść w odcinkach), „Trybuna Śląska” 2005.
- Schudnij z Kaizen, Gliwice, Wydawnictwo Sensus 2013.
- Pokonaj stres z Kaizen, Gliwice, Wydawnictwo Sensus 2014.
- Życie. Następny poziom, Coaching transpersonalny, Gliwice, Wydawnictwo OnePress 2015.
- Motocykl po czterdziestce, Gliwice, Wydawnictwo Septem 2015.
- Motocyklizm. Droga do mindfulness, Gliwice, Wydawnictwo Sensus 2016.
- Alchemia duchowego rozwoju, Gliwice, Wydawnictwo Sensus 2017.
- Model transpersonalny, Katowice, Wydawnictwo Tathata 2018.
- Święty spokój. Instrukcja obsługi emocji, Gliwice, Wydawnictwo Sensus 2018.
- Życie. Następny poziom. Wydanie drugie rozszerzone, Gliwice, Wydawnictwo Sensus 2019.
- Mantra ciszy, Gliwice, Wydawnictwo Sensus 2019.
- Totem. Jak zbudować poczucie własnej wartości? Instrukcja obsługi, Gliwice, Wydawnictwo Sensus 2020.
- Psychopata w pracy, w rodzinie i wśród znajomych. Instrukcja obsługi, Gliwice, Wydawnictwo OnePress 2021.
- Nie daj sobie spieprzyć życia. Sposoby na toksycznych ludzi, Gliwice, Wydawnictwo OnePress 2021.
- Autoterapia, Katowice, Wydawnictwo Tathátá 2022[potrzebny przypis].
- Nie daj sobie wejść na głowę, Gliwice, Wydawnictwo OnePress 2022[2].
- Księga ukrytych praw, Katowice, Wydawnictwo Tathátá 2023[3]

Inne publikacje
- Pola Katalaunijskie [w:] Bytom. Antologia twórczości literackiej 1945–1995, WKUM Bytom, 1996,
- Recenzje kulinarne Pełną Gębą, „Gazeta Wyborcza. Katowice”, od 07.01.2000.
- Recenzje kulinarne Jarosław Gibas ocenia, portal nawidelcu.pl
- Felietony Gibas, „City Magazine”, 2004.
- Felietony Felieton Przeciwpancerny, „Trybuna Śląska”, 2004-2005.
- Felietony Felieton przeciwpancerny, „Echo Miasta. Katowice”, od 18.09.2005